# Stanisław Bodnicki

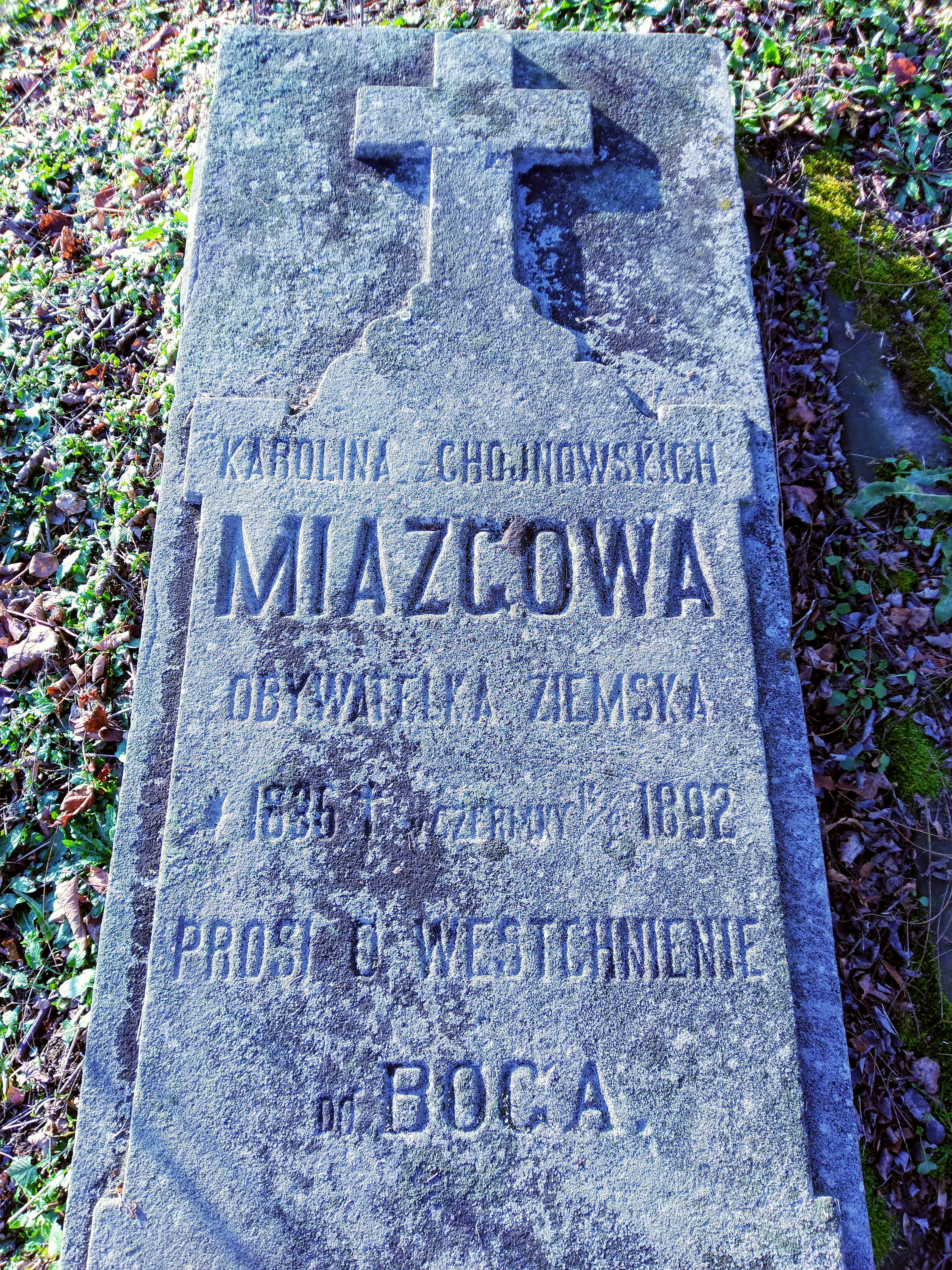
Nagrobek Karoliny z Choynowskich Miazgowej (Stary Cmentarz w Bączalu Dolnym) autorstwa Stanisława Bodnickiego

Stanisław Bodnicki (ur. 16 września 1866, zm. 16 listopada 1914 w Krakowie) – polski rzeźbiarz i mistrz kamieniarski związany z Krakowem i Małopolską.

## Życiorys
Urodził się w 1866 roku jako syn Józefa Bodnickiego i Franciszki z Sasów. Uczył się u cechowych mistrzów kamieniarskich oraz w krakowskiej Szkole Przemysłowej. Prowadził własny zakład rzeźbiarsko-kamieniarski w krakowskim Podgórzu. W wielu realizacjach współpracował z architektem Janem Sas-Zubrzyckim i rzeźbiarzem Wojciechem Samkiem z Bochni. Był protoplastą sławnego krakowskiego rodu kamieniarzy Bodnickich, których zakład funkcjonuje do dziś. Zawarł związek małżeński z Marią z Talagów. Zmarł w 1914 roku mając 48 lat. Spoczywa w rodzinnym grobowcu na cmentarzu Rakowickim w Krakowie.

## Wybrane realizacje
Tworzył głównie sztukę sepulkralną, część dzieł sygnował swoim nazwiskiem. Do dziś zachowały się m.in.:
- pomnik nagrobny Agnieszki z Iskierów Zimlerowej (Wieliczka, 1890)[8], Juliusza Hejdy (Wieliczka, 1907)[8] i ks. Stanisława Twardowskiego (Wieliczka, 1908)[8],
- pomnik nagrobny Karoliny z Choynowskich Miazgowej (Bączal Dolny, 1892)[9],
- pomnik nagrobny Marii Krystyny Augustynówny (Gorlice, XIX wiek)[10],
- nagrobki na cmentarzu komunalnym w Bochni (XIX/XX wiek)[11],
- kamieniarstwo wraz z mensą ołtarzową w kościele św. Józefa w Krakowie (Podgórze, przed 1905)[12],
- kilka kapliczek z postaciami świętych (Kraków, dzielnice: Dębniki, Łagiewniki-Borek Fałęcki, Swoszowice, Podgórze Duchackie, Bieżanów-Prokocim i Podgórze, XIX/XX wiek)[13].